# 흑가오리
흑가오리는 매가오리목 색가오리과의 가오리이다. 몸의 길이는 2m이다.

## 특징
체형은 오각형이고, 주둥이는 짧다. 꼬리는 매우 가늘고 길며, 등쪽엔 1개의 날카로운 독극이 있다. 배쪽엔 새공이 좌우로 5쌍이 있고, 그 마지막 새공 사이엔 앞을 향하는 홈이 있다. 몸의 등쪽은 보라색을 띠는 검정색이고, 주둥이에서 몸의 후단까지 흰 감각공이 양쪽 측면으로 분포한다. 배는 흰색이다.

## 참조
1. ↑  Santos, H.R.S. and M.R. de Carvalho (2004년). “Description of a new species of whiptailed stingray from the southwestern Atlantic Ocean (Chondrichthyes, Myliobatiformes, Dasyatidae)”. 《Boletim do Museu Nacional, Nova Série, Zoologia, Rio de Janeiro》 516: 1–24.